# Made in Asia
Made in Asia (parfois abrégé en MIA) est un festival consacré à la pop culture asiatique, et plus largement aux mangas, aux animés, aux jeux vidéo, aux youtubers et au cosplay, qui se tient au Palais des expositions du Heysel à Bruxelles, depuis 2008,,,,,,,.